# Xanthidium brebissonii
Xanthidium brebissonii là một loài Song tinh tảo trong họ Desmidiaceae, thuộc chi Xanthidium.